# Ahmed Soilihi
Pour les articles homonymes, voir Soilihi.
Ahmed Soilihi, né le 1er juillet 1996 à Istres, est un footballeur international comorien qui évolue au poste de défenseur central a l'US Quevilly Rouen.

## Biographie

### Carrière en club
Ahmed Soilihi, formé au FC Istres avec lequel il joue un match de Coupe de France, rejoint le club de Consolat à l'été 2017. Il est rapidement un élément fort de l'équipe, qui termine néanmoins reléguée à l'issue du championnat de France National 2017-2018. Le club est alors renommé Athlético Marseille ; malgré une cinquième place, le club est relégué administrativement à l'issue du championnat de France National 2 2018-2019. L'Athlético Marseille termine premier du Championnat de France National 3 2019-2020 (aucun titre n'est attribué en raison de l'arrêt des championnats nationaux dû à la pandémie de Covid-19). 
Le Comorien rejoint à l'été 2020 l'Union sportive Quevilly-Rouen Métropole, évoluant en National.

### Carrière en sélection
Il fait ses débuts avec l'équipe des Comores lors d'un match amical contre la Mauritanie à Tunis le 6 octobre 2017, remporté sur le score de 1 à 0. Il est l'auteur d'un but contre son camp lors d'un match amical contre la Libye à Tunis le 11 octobre 2020, remporté sur le score de 2 buts à 1.